# Poljus

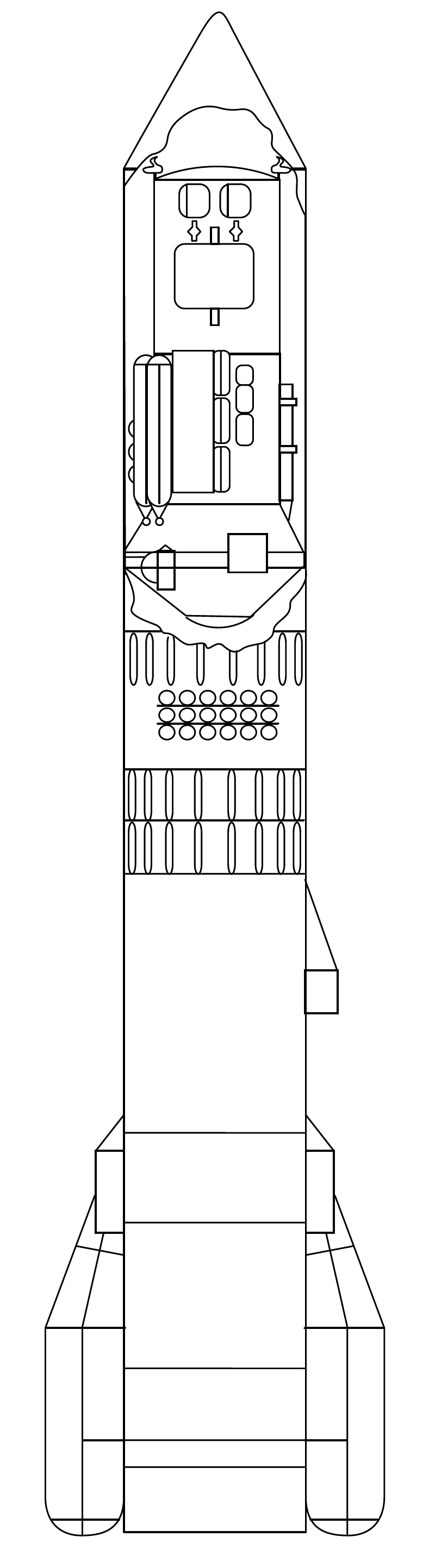
Schéma družice Poljus. Řídící blok odvozený z kosmické lodi TKS v horní části.

Poljus (rusky Полюс, česky „Pól“), původně Skif-DM, index GRAU 17F19DM, někdy označován i jako Mir-2, byla sovětská družice, testovací exemplář bojové kosmické stanice. Byla součástí sovětské odpovědi na americký program „hvězdných válek“.
Poljus odstartoval 15. května 1987 na nosiči Eněrgija, ale kvůli selhání vlastního naváděcího systému se nedostal na oběžnou dráhu a spadl do Tichého oceánu.

## Konstrukce
Poljus lze označit jako (polo)funkční maketu budoucí bojové kosmické stanice s výkonným (≥1 MW) chemickým laserem pro ničení nepřátelských družic. Jeho vývoj byl urychlen zjištěním, že nosná raketa Eněrgija bude hotova dříve, než raketoplán Buran a tedy bude možnost ji otestovat s jiným užitečným zatížením.
Startovní konfigurace družice Poljus byl aerodynamicky krytý válec dlouhý 37 m o průměru 4,1 m s hmotností 80 tun. V horní části byl umístěn funkčně-služební blok (FSB, ФСБ, функционально-служебный блок), totiž upravený a přizpůsobený funkčně-nákladní blok (FGB, ФГБ, функционально-грузовой блок) lodi TKS. Blok zajišťoval manévrování a orientaci družice.
Vzhledem ke konstrukci lodi TKS (určené původně pro raketu Proton), bylo modul nutno umístit do horní části Poljusu. Tím byly hlavní systémy orientace a stabilizace při startu nasměrovány proti směru letu. Pro manévr uvedení ze suborbitální na kruhovou dráhu (v plánované výšce 280 km) se tedy Poljus po oddělení od Eněrgije musel otočit o 180°. Bylo počítáno s průběžnou údržbou stanice kosmonauty.
Pod řídícím blokem bylo umístěno další vybavení. O jeho obsahu a o plánovaných experimentech se dostupné zdroje poněkud rozcházejí. Pravděpodobně šlo (kromě celkového testování systémů družice) o experimenty spojené s testováním systémů vlivu vypouštění plynů (nutné při provozu reálného bojového laseru) na ionosféru v okolí družice a na sledovatelnost její aktivity ze Země. Na palubě Poljusu nebyly skutečné zbraně.

## Průběh letu

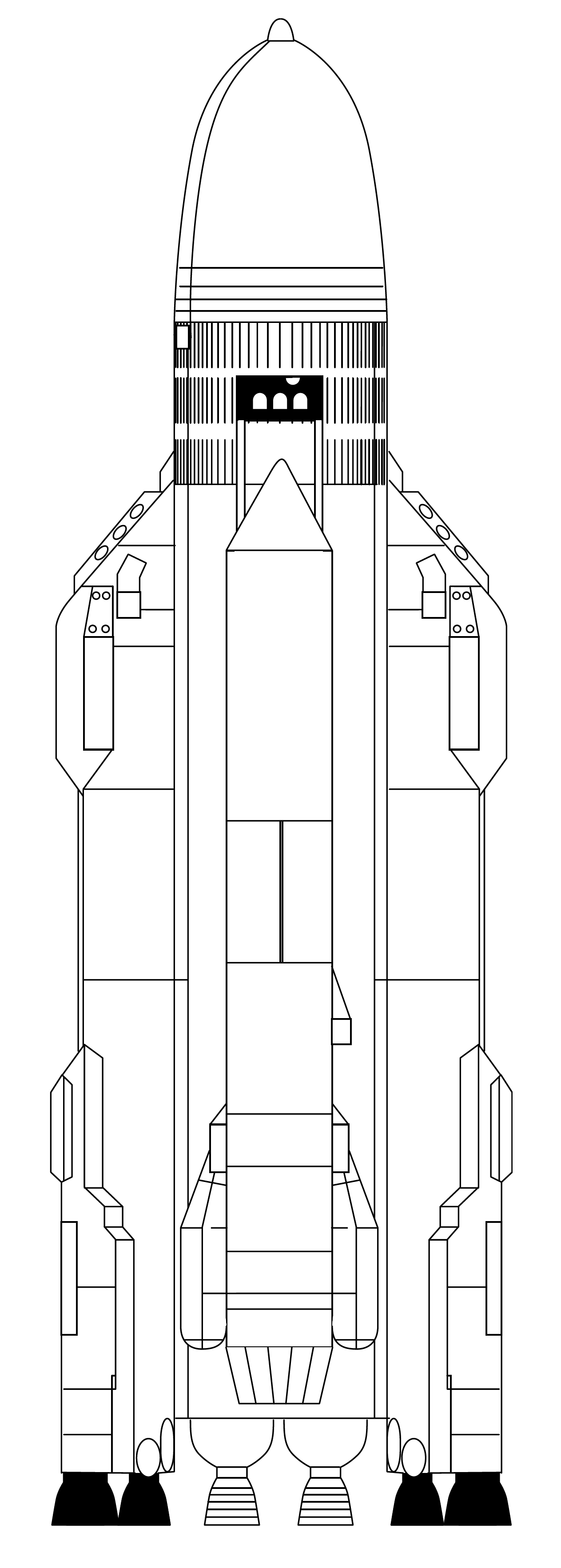
Nosná raketa Eněrgija s družicí Poljus.

Raketa Eněrgija nesoucí Poljus odstartovala po několika odkladech 15. května 1987 ve 14:30 světového času. Byl to první start Eněrgije a první start v historii sovětské kosmonautiky vysílaný v přímém televizním přenosu. Přes očekávané, ale znepokojivé počáteční vybočení rakety probíhal let v pořádku až do oddělení Poljusu od Eněrgije 7 minut 40 sekund po startu. Poljus se úspěšně oddělil, ale když se měl o minutu později otočit o 180° a motorickým urychlením přejít ze suborbitální dráhy na orbitální, manévrovací motorky rotaci včas nezastavily. Zážeh hlavních motorků tak působil ne po směru, ale proti směru letu, místo urychlení byl Poljus zbrzděn a tím naveden zpět do atmosféry. Zbytky Poljusu dopadly přibližně do plánované dopadové oblasti druhého stupně nosné rakety v Tichém oceánu a nyní leží v hloubce několika kilometrů pod hladinou.

## Kontroverze
Vzhledem k tomu, že Michail Gorbačov byl odpůrcem militarizace vesmíru a osobně navštívil Bajkonur několik dní před startem, existuje podezření, že nejen nařídil omezení testů družice, ale že i selhání naváděcího systému družice Poljus bylo způsobeno úmyslně. Pravděpodobnější je, že i když byl program Poljus rychle ukončen, havárie sama byla způsobena nedostatečným otestováním systémů družice. Detaily vybavení prvního letového exempláře družice Poljus však nejsou dodnes zcela jasné.